# Thinophilus horticola
Thinophilus horticola är en tvåvingeart som först beskrevs av Philippi 1865.  Thinophilus horticola ingår i släktet Thinophilus och familjen styltflugor. Inga underarter finns listade i Catalogue of Life.